# تيتوس بوبرنيك
تيتزس بوبرنيك، من مواليد 12 أكتوبر 1933، لاعب كرة قدم تشيكوسلوفاكي سابق.
لعب مع منتخب تشيكوسلوفاكيا لكرة القدم 23 مباراة وسجل 5 أهداف.

## روابط خارجية
- تيتوس بوبرنيك على موقع الاتحاد الدولي (مؤرشف)  (الإنجليزية)
- تيتوس بوبرنيك على موقع الاتحاد الأوربي (الإنجليزية)
- تيتوس بوبرنيك على موقع الاتحاد التشيكي (الإنجليزية)
- تيتوس بوبرنيك على موقع قاعدة بيانات كرة القدم.إي يو (الإنجليزية)
- تيتوس بوبرنيك على موقع ناشيونال فوتبول تيمز (الإنجليزية)
- تيتوس بوبرنيك على موقع Soccerway.com (الإنجليزية)
- تيتوس بوبرنيك على موقع عالم كرة القدم.نت (الإنجليزية)